# Adolf Rammo
Adolf Rammo (* 25. September 1922 in Narva; † 2. Februar 1998 in Tallinn) war ein estnischer Lyriker und Kinderbuchautor.

## Leben
Adolf Rammo ging in Narva zur Schule und schloss 1941 die Tallinner Berufsschule als Schlosser ab. Im gleichen Jahr wurde er nach der Sowjetisierung Estlands in die Rote Armee mobilisiert und nahm auf ihrer Seite am Zweiten Weltkrieg teil. Nach seiner Entlassung aus der Armee arbeitete er ab 1946 in verschiedenen Berufen, von 1953 bis 1957 war er als Journalist tätig. Danach lebte er als freier Schriftsteller in Tallinn.
Adolf Rammo war seit 1971 Mitglied des Estnischen Schriftstellerverbandes.

## Literarisches Werk
Seine ersten Gedichte veröffentlichte Rammo 1947, sein erster Gedichtband erschien jedoch erst zehn Jahre später. Er ist, wie der Titel Kindheit. Gedichte bereits verrät, hauptsächlich auf Motiven aus seiner Geburtsstadt Narva aufgebaut. Die Kritik verhielt sich zurückhaltend, wie auch eine Beurteilung seines dritten Bandes zeigt, in der der Kritiker das künstlerische Niveau seiner Reime bemängelt.
Größeren Erfolg hatte Rammo mit Kinderbüchern, allen voran mit seiner Trilogie über einen Jungen in der Pubertät (Schah Madan – was der Spitzname des Ich-Erzählers ist, den ihm ein arabischer Freund verpasst hat). In diesen Büchern wird „ein Stück Vergangenheit festgehalten“, denn sie spielen im Narva der 1930er-Jahre, und ihnen wird „bleibender Wert“ attestiert.

## Bibliografie

### Lyrik
- Lapsepõlv. Luuletused ('Kindheit. Gedichte'). Tallinn: Eesti Riiklik Kirjastus 1957. 84 S.
- Kodusel pinnal. Luuletused ja epigrammid ('Auf heimischem Grund. Gedichte und Epigramme'). Tallinn: Eesti Riiklik Kirjastus 1960. 84 S.
- Naeratused. Luuletusi 1960–1963 ('Lächeln. Gedichte 1960–1963'). Tallinn: Eesti Riiklik Kirjastus 1964. 80 S.
- Kaks Adolfit. Murelik poeem ('Zwei Adolfs. Ein besorgtes Poem'). Tallinn: Eesti Raamat 1970. 38 S.
- Valusad värsid ('Schmerzliche Verse'). Tallinn: Eesti Raamat 1977. 64 S.
- Läbi mitme värava ('Durch viele Tore'). Tallinn: Eesti Raamat 1982. 147 S.
- Ellujäänud mehe laulud ('Lieder eines am Leben gebliebenen Mannes'). Tallinn: Eesti Raamat 1990. 93 S.

### Kinder- und Jugendliteratur
- Ole ikka mees ('Sei ein Mann'). Tallinn: Eesti Riiklik Kirjastus 1961. 32 S.
- Vallatud värsid ('Ausgelassene Verse'). Tallinn: Eesti Riiklik Kirjastus 1964. 66 S.
- Pisike tragi ('Der kleine Schnelle'). Tallinn: Eesti Raamat 1966. 64 S.
- Lapse laulud ('Lieder eines Kindes'). Tallinn: Eesti Raamat 1968. 39 S.
- Õnnelik jahiretk ('Der glückliche Jagdausflug'). Tallinn: Eesti Raamat 1970. 30 S.
- Šahh Madan ('Schah Madan'). Tallinn: Eesti Raamat 1970. 127 S.
- Hundipassiga koolipoiss. Šahh Madani teine raamat ('Schuljunge mit Laufpass. Schah Madans zweites Buch'). Tallinn: Eesti Raamat 1973. 150 S.
- Kuskil Kuremäe küngastel ('Irgendwo auf den Hügeln von Kuremäe'). Tallinn: Eesti Raamat 1973. 79 S.
- Kibekäppade küpsetuskojas. Šahh Madani kolmas raamat ('In der Backstube der Geschickten. Schah Madans drittes Buch'). Tallinn: Eesti Raamat 1974. 178 S.
- Silm sirkel, nina vinkel ('Gerader Blick und krumme Nase'). Tallinn: Eesti Raamat 1980. 44 S.
- Priidu portree ('Das Porträt von Priidu'). Tallinn: Eesti Raamat 1982. 12 S.

## Sekundärliteratur
- August Eelmäe: Madalalennuline, in: Looming 11/1964, S. 1746–1749.
- Valeeria Villandi: Tükike mineviku, in: Looming 9/1971, S. 1433–1435.
- Martin Neithal: Adolf Rammo 50, in: Keel ja Kirjandus 9/1972, S. 564–565.
- Henn Saari: Keebitaoline helesinine naeratus, in: Looming 9/1982, S. 1279–1282.
- Oskar Kruus: Adolf Rammo elukäik lõppenud, in: Keel ja Kirjandus 3/1998, S. 221.